# チナール
チナール（Cynar）とは、イタリア産のアーティチョーク（チョウセンアザミ）を使用して作る、ワインをベースとしたリキュールである。アーティチョークと共に13種類のハーブが使われており、ほろ苦い風味が特徴的。アルコール度数は16度程度と比較的低く、食前酒や食後酒にも用いられる。
現在はカンパリグループが販売している。

## チナールを使ったカクテル
チナール・コーラ
チナール・コーラは、冷たいタイプのロングドリンクに分類される、カクテルの1種。このカクテルを一言で説明するならば、チナールのコーラ割りである。氷を入れたタンブラー（容量240ml程度）に、チナール45mlを注ぎ、さらに適量のコーラでグラスを満たし、軽くステアすれば完成となる。なお、グラスにレモンを飾る場合もある。

## 主な参考文献
- 花崎 一夫 監修 『自分でつくる おいしいカクテル』 p.88 永岡書店 2000年9月10日発行 ISBN 4-522-41081-6